# اندیس نوده
نوده یک اندیس فلزی است که در حوالی شهر داربن استان خراسان قرار دارد و مادهٔ معدنی موجود در آن، مس است.  